# Хели
Хели — село Табасаранского района Дагестана. Административный центр Хели-Пенджинского сельсовета.

## История
До 1930-х годов учитывалось в месте с селом Пенджи, как единый населенный пункт село Хели-Пенджи.

## Население
| 1939 | 1970 | 1989 | 2002 | 2010 | 2021 |
| ---- | ---- | ---- | ---- | ---- | ---- |
| 300  | ↗350 | ↗491 | ↗511 | ↗575 | ↗671 |